# Serenity in Murder
Serenity in Murder è un singolo del gruppo musicale statunitense Slayer, pubblicato il 28 agosto 1995 come unico estratto dal sesto album in studio Divine Intervention.

## Tracce
CD promozionale (Stati Uniti)
1. Serenity in Murder (Album Version) – 2:36 (testo: Tom Araya – musica: Jeff Hanneman, Kerry King)

CD singolo (Australia)
1. Serenity in Murder (Album Version) – 2:35 (testo: Tom Araya – musica: Jeff Hanneman, Kerry King)
2. At Dawn They Sleep (Live) – 6:27 (testo: Tom Araya, Jeff Hanneman, Kerry King – musica: Jeff Hanneman)
3. Dead Skin Mask (Live) – 5:19 (testo: Tom Araya – musica: Jeff Hanneman)
4. Divine Intervention (Live) – 5:08 (testo: Tom Araya, Jeff Hanneman, Kerry King, Paul Bostaph – musica: Jeff Hanneman, Kerry King)
5. Dittohead (Live) – 2:44 (Kerry King)

CD singolo (Europa – parte 1)
1. Serenity in Murder – 2:35 (testo: Tom Araya – musica: Jeff Hanneman, Kerry King)
2. At Dawn They Sleep (Live) – 6:27 (testo: Tom Araya, Jeff Hanneman, Kerry King – musica: Jeff Hanneman)
3. Dead Skin Mask (Live) – 5:19 (testo: Tom Araya – musica: Jeff Hanneman)
4. Divine Intervention (Live) – 5:08 (testo: Tom Araya, Jeff Hanneman, Kerry King, Paul Bostaph – musica: Jeff Hanneman, Kerry King)

CD singolo (Europa – parte 2)
1. Serenity in Murder – 2:39 (testo: Tom Araya – musica: Jeff Hanneman, Kerry King)
2. Angel of Death – 4:51 (Jeff Hanneman)
3. Mandatory Suicide – 4:05 (testo: Tom Araya – musica: Jeff Hanneman, Kerry King)
4. War Ensemble – 4:54 (testo: Tom Araya, Jeff Hanneman – musica: Jeff Hanneman)

CD maxi-singolo (Europa)
1. Serenity in Murder (Album Version) – 2:35 (testo: Tom Araya – musica: Jeff Hanneman, Kerry King)
2. At Dawn They Sleep (Live) – 6:27 (testo: Tom Araya, Jeff Hanneman, Kerry King – musica: Jeff Hanneman)
3. Divine Intervention (Live) – 5:08 (testo: Tom Araya, Jeff Hanneman, Kerry King, Paul Bostaph – musica: Jeff Hanneman, Kerry King)
4. Dittohead (Live) – 2:44 (Kerry King)

CD singolo (Giappone)
1. At Dawn They Sleep (Live) – 6:27 (testo: Tom Araya, Jeff Hanneman, Kerry King – musica: Jeff Hanneman)
2. Dead Skin Mask (Live) – 5:19 (testo: Tom Araya – musica: Jeff Hanneman)
3. Divine Intervention (Live) – 5:08 (testo: Tom Araya, Jeff Hanneman, Kerry King, Paul Bostaph – musica: Jeff Hanneman, Kerry King)
4. Dittohead (Live) – 2:44 (Kerry King)
5. Serenity in Murder (Album Version) – 2:35 (testo: Tom Araya – musica: Jeff Hanneman, Kerry King)
6. Special Message – 2:56

7" (Europa)
- Lato A

1. Serenity in Murder – 2:35
2. Raining Blood – 4:17 (testo: Jeff Hanneman, Kerry King – musica: Jeff Hanneman)

- Lato B

1. Dittohead (Live) – 2:44 (Kerry King)
2. South of Heaven – 4:58 (testo: Tom Araya – musica: Jeff Hanneman)

## Formazione
- Tom Araya – voce, basso
- Jeff Hanneman – chitarra, voce
- Kerry King – chitarra, voce
- Paul Bostaph – batteria, voce